# Луций Опимий
Лу́ций Опи́мий (лат. Lucius Opimius; II век до н. э.) — древнеримский политический деятель и военачальник. В 125 году до н. э. он подавил восстание в латинской колонии Фрегеллы, а в последующие годы стал одним из лидеров консервативной части сената. Его первая попытка стать консулом не удалась из-за противодействия Гая Семпрония Гракха (123 год). В 121 году до н. э. Опимий всё же достиг консульства и, действуя на стороне сената, организовал расправу над Гракхом и его сторонниками. В 116 году до н. э. он возглавил сенатскую комиссию, организовавшую раздел Нумидийского царства; семью годами позже всаднический суд обвинил Опимия в том, что он брал взятки у  царя Югурты, и ему пришлось удалиться в изгнание. Вскоре после этого Опимий умер в Диррахии.
По имени Луция Опимия получило своё название знаменитое в последующую эпоху «опимианское вино».

## Биография

### Происхождение и начало карьеры
Луций Опимий принадлежал к плебейскому роду Опимиев, возвысившемуся во II веке до н. э., и был сыном консула 154 года до н. э. Квинта Опимия.
В 125 году до н. э. Луций Опимий стал городским претором. В этом году консул Марк Фульвий Флакк выдвинул законодательную инициативу, предполагавшую распространение римского гражданства на союзников. Ответом на неудачу этого законопроекта стало восстание латинской колонии Фрегеллы — большого и богатого города на границе между Лацием и Кампанией, который Моммзен называет вторым по значению городом Италии для той эпохи; возможно, фрегелланцев поддержал Аускулум в Пицене.
Опимий возглавил борьбу с восстанием. Он смог быстро взять Фрегеллы благодаря предательству одного из их жителей Квинта Нумитора Пулла, а затем разрушил город. На части его территории была основана колония Фабратерия, а остальные земли фрегелланцев были разделены между соседними общинами. По завершении военных действий Опимий потребовал от сената триумф, но получил отказ, поскольку победа была одержана не во внешней войне, а при «возвращении того, что ранее принадлежало римскому народу».

### Политическая борьба с Гаем Гракхом
Спустя положенные по закону два года после претуры Луций Опимий выдвинул свою кандидатуру в консулы. На этот год (123 до н. э.) пришёлся первый трибунат Гая Гракха, выдвинувшего ряд законодательных инициатив в интересах плебса и всадничества. В развернувшейся политической борьбе Опимий занимал сторону сената; известно, что «частными беседами возбуждал Опимия против Гракха» молодой политик Марк Эмилий Скавр. На консульских выборах Гай Семпроний неожиданно для всех поддержал кандидатуру Гая Фанния, и тот благодаря этому одержал победу над Опимием с огромным преимуществом.
В следующем году Опимий снова выдвинул свою кандидатуру. К этому моменту он был уже влиятельным сенатором, заручившимся за время, прошедшее с последних выборов, многочисленными приверженцами; Опимия называют даже главой самой консервативной части сената, выступавшей против любых преобразований и возглавлявшейся ранее Назикой Серапионом, который удалился в изгнание в 132 году до н. э.. Известия о росте влияния консерваторов заставили Гракха раньше времени вернуться из Африки, где он занимался основанием колонии Юнония на месте Карфагена. Тем не менее Опимию удалось добиться консульства. К власти он пришёл с твёрдым желанием любой ценой «отделаться от опасного противника».
Коллегой Опимия стал патриций Квинт Фабий Максим, который весь свой консульский срок провёл в Галлии. В результате в руках Луция сосредоточилась большая власть в городе, и противники Гракха уже с начала года побуждали консула к решительным мерам и провоцировали трибуна на противоправные действия. Когда из Африки пришли известия о неблагоприятных предзнаменованиях, началось обсуждение судьбы Юнонии — одного из главных начинаний Гая Семпрония. В решающий день, «когда Опимий намеревался отменить законы Гракха», на Капитолии собрались вооружённые представители обеих противоборствующих сторон. В стычке был убит ликтор консула Квинт Антиллий; согласно Плутарху, Опимий отреагировал на это со злорадством и начал призывать к мести.

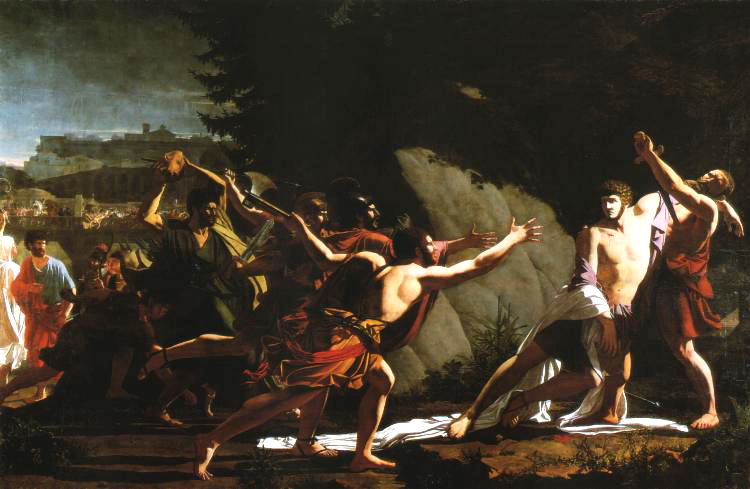
Смерть Гая Гракха

### Расправа над гракханцами
На следующий день сенат, возмущённый убийством ликтора, принял чрезвычайное постановление, облекавшее Опимия неограниченными полномочиями. Это был первый в истории Рима случай объявления фактически военного положения без назначения диктатора.
Всю ночь Опимий готовился к решительной схватке: он собрал отряд критских лучников, приказал вооружиться и явиться на Капитолий всем сенаторам и всадникам (каждому — с двумя вооружёнными рабами). Союзник Гракха Марк Фульвий Флакк со своей стороны собирал плебс. Утром Гракха и Флакка вызвали в сенат для дачи объяснений, но они в качестве ответа заняли Авентин, а в сенат отправили только младшего сына Флакка, который «обратился к консулу и сенату со словами примирения».
Тогда Опимий приказал арестовать Флакка-младшего и двинул свои вооружённые силы на Авентин. Началось полномасштабное сражение, шедшее, согласно Орозию, с переменным успехом, пока Опимий не ввёл в бой лучников. Под обстрелом гракханцы обратились в бегство. Флакк был убит, а Гракх, не участвовавший в схватке, смог бежать на другой берег Тибра, где пал от руки своего раба, действовавшего по его просьбе. Всего на Авентине погибло 250 человек, а в ходе последовавших расправ — ещё три тысячи; тела погибших бросали в Тибр, а их имущество подвергалось конфискации. Опимий, как пишет Орозий, был настолько безжалостен, что казнил много невиновных, даже не объявив им причину казни.
За головы Флакка и Гракха консул ещё перед схваткой назначил вознаграждение в размере равного веса золота. Голову Гракха Опимию принёс друг последнего Септумулей, предварительно вынув из отрубленной головы мозг и залив на его место расплавленный свинец для большего веса. Он получил золото, а «безвестные люди», принесшие голову Флакка, — нет (так у Плутарха; согласно Аппиану, награда была выдана за обе головы). Сына Флакка Опимий заставил совершить самоубийство.

### Поздние годы
После разгрома гракханского движения Опимий по приказу сената построил в честь этого события храм Согласия.
В 120 году до н. э. народный трибун Публий Деций привлёк Опимия к суду по обвинению в казни без суда римских граждан. Защитником стал консул Гай Папирий Карбон, построивший свою речь на том, что убийство Гракха было «совершено законно и на благо родине», и добившийся оправдания. В последующие годы Опимий пользовался большим влиянием в сенате, но жил, «окружённый ненавистью и презрением народа, в первое время… униженного и подавленного, но уже очень скоро показавшего, как велика была его любовь и тоска по Гракхам».
В 116 году до н. э. Опимий возглавил комиссию из десяти легатов, которая разделила Нумидию между двумя царями-соперниками — Югуртой и его братом Адгербалом: первый получил западную часть царства, второй — восточную. Саллюстий намекает на то, что Опимий, будучи изначально «недругом» Югурты, занял его сторону благодаря взяткам, так что тот получил при разделе наиболее богатую и густонаселённую часть страны. Из-за этого эпизода своей биографии Опимий получил от Луцилия прозвище «Югуртинский». Правда, в историографии отмечают пристрастность Саллюстия, стремившегося всеми способами подчеркнуть продажность римской знати конца II века. Его утверждение о том, что западная часть Нумидии была более освоенной и населённой, видимо, не соответствует действительности, что ставит под сомнение и рассказ о взятках.
Спустя несколько лет началась Югуртинская война, и после позорного поражения римской армии при Сутуле чрезвычайная комиссия начала расследование деятельности ряда нобилей, занимавшихся нумидийским вопросом. Оказавшийся среди них Опимий был осуждён за взяточничество и отправился в изгнание; сочувствовавший ему Цицерон в связи с этим говорит, что Опимия осудили пристрастные к нему «гракховские судьи», имея в виду передачу судов всадникам Гаем Гракхом. «Из-за своей прежней жестокости он не встретил у граждан никакого снисхождения».
Опимий умер в Диррахии, в бедности и бесславии. Цицерон в одной из своих речей (56 год до н. э.) упоминает его гробницу на побережье близ Диррахия и памятник на римском форуме.

### Потомки
У Луция Ампелия упоминается некий Луций Опимий, который в 102 году до н. э. воевал с кимврами под командованием Квинта Лутация Катула. В историографии его считают сыном или внуком консула 121 года.

## Оценки
Веллей Патеркул характеризует Опимия как «человека безупречного и серьёзного». В борьбе с Гракхом он проявил большую личную отвагу. Многие источники подчёркивают продемонстрированную Опимием крайнюю жестокость. При этом существует мнение, что под предлогом защиты основ государства он мстил своим врагам и что его действия были истолкованы именно так многими современниками. Согласно Саллюстию, Опимий стал исполнителем воли кучки знати, убившей Гракха из-за того, что тот начал расследовать её преступления.
Цицерон относился к Опимию с симпатией, одобряя его деятельность во время консулата и сочувствуя его тяжёлой судьбе. Для Марка Туллия Опимий был «выдающимся гражданином» «с огромными заслугами перед государством», ставшим в конечном счёте жертвой своих врагов; Гай Гракх же, по словам Цицерона, был «убит по справедливости». В речи «В защиту Публия Сестия», когда оратору понадобилось вызвать у своих слушателей симпатию к Опимию, он счёл необходимым сразу после упоминания имени Луция заговорить о его «всеми забытой гробнице», чтобы смягчить наверняка многочисленных недоброжелателей этого человека.
Плутарх изображает Опимия как последовательного провокатора и лицемера, отнёсшегося к гибели собственного ликтора от рук политических противников как к большой удаче и использовавшего это малозначительное происшествие для расправы над рядом сограждан, включая самого достойного представителя эпохи.
Расправа над Гаем Гракхом, осуществлённая человеком с «квазиконституционными полномочиями», сыграла важную роль в формировании в Риме традиции узаконенных убийств политиков, чья деятельность признавалась угрожающей основам государства. Цицерон, требуя в своей речи перед сенатом казни для Катилины и его сторонников, открыто апеллировал к опыту Луция Опимия.
Моммзен называет Опимия «одним из самых энергичных и неразборчивых на средства вождей строго аристократической партии, твердо решившим при первом удобном случае отделаться от опасного противника».

## Опимианское вино
Фалернское вино из винограда урожая 121 года до н. э. (консульство Луция Опимия) долго считалось ценителями самым лучшим. Цицерон в трактате «Брут», написанном 75 лет спустя, упоминает это мнение как актуальное, хотя и говорит, что это вино «уже слишком старое, потеряло вкус, который мы в нем ищем, и стало совсем невыносимо». Веллей Патеркул упоминает «знаменитое опимианское вино», не сохранившееся до его времени. Но Плиний Старший пишет об опимианском: «до сих пор хранятся эти вина; им уже почти двести лет, и они превратились в нечто вроде горьковатого мёда — таково свойство вина в глубокой старости, — пить их в чистом виде нельзя и нельзя уничтожить водой их неодолимую горечь; зато малейшая их подмесь исправляет другие вина».
«Столетний опимианский фалерн» подавался на пиру у Трималхиона в романе «Сатирикон» как атрибут неправдоподобной роскоши.

## В художественной литературе
Луций Опимий действует в романе Милия Езерского «Гракхи». Здесь изображено главным образом его противостояние Гаю Семпронию Гракху. Опимий является также одним из персонажей романа Пима Вирсинги «Гракханцы».